# Prairie Farms Dairy

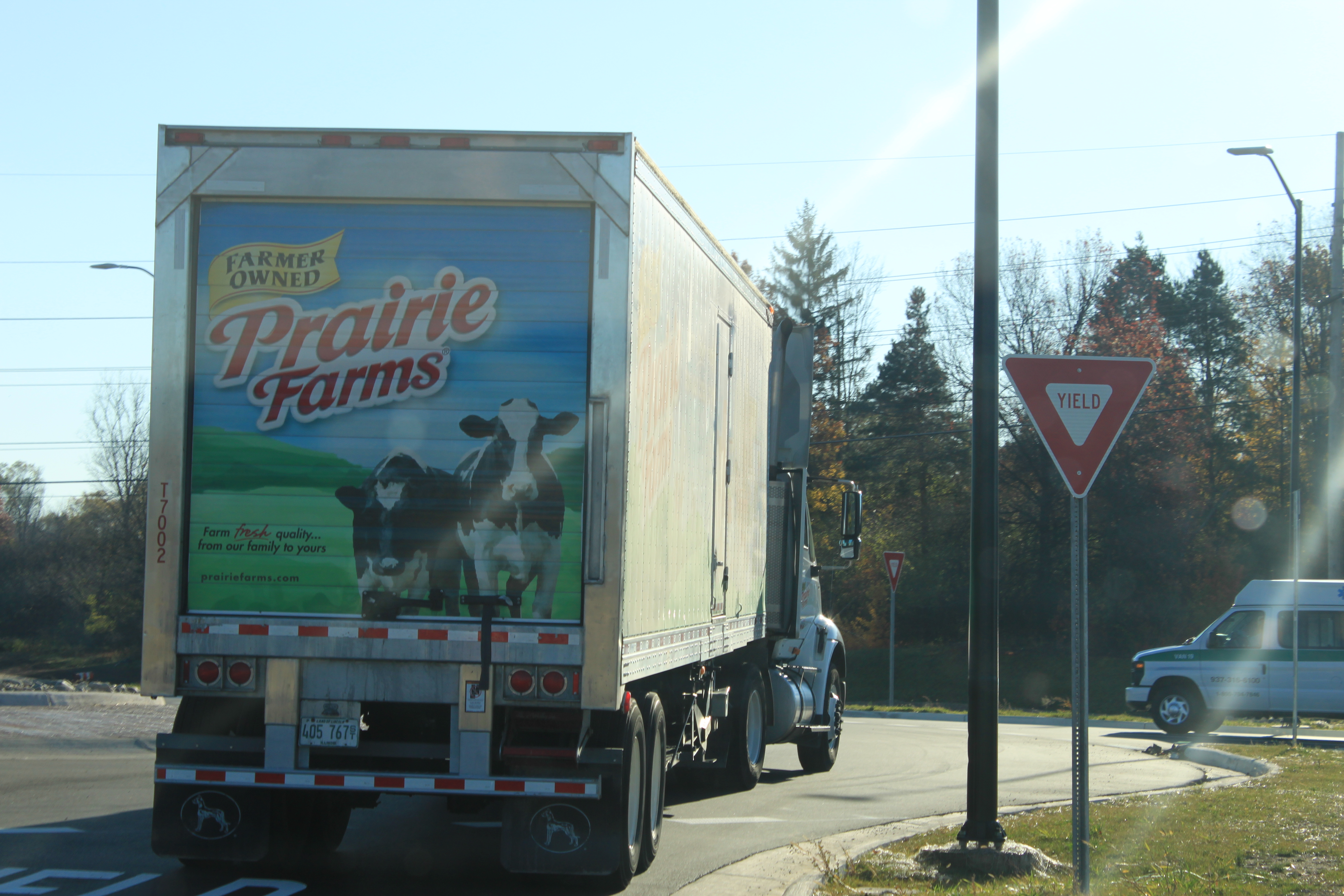
Camionul Prairie Farms în Hamburg, Michigan

Prairie Farms Dairy este o firmă furnizoare de lapte din Carlinville, Illinois. Ca o cooperativă, Prairie Farms primește lapte de la producător și îl transformă în diferite produse, printre care se numără brânză, unt, înghețată, frișcă, brânză cottage, diferite tipuri de brânzeturi cu găuri și iaurt. De asemenea, această firmă mai produce și vinde diferite sucuri, băuturi și ceai prefabricat.
Original, compania se numea Producers Creamery of Carlinville, dar aceasta a primit denumirea actuală în anul 1962. Încă de la începuturile sale din 1938, compania sa extins pe larg în fuziuni, achiziții și asociații cu diferiți producători de lapte și derivați ai acestuia.

## Produse
În 1938, venitul Prairie Farms’ venea din vânzarea untului. Astăzi, Prairie Farms produce și vinde multe tipuri diferite de produse, printre care lapte, înghețată, sucuri, frișcă și altele.

## Branduri
Prairie Farms produce o mare varietate de produse, pe care le vinde prin intermediul mai multor parteneri de brand. Aceste branduri sunt:
•	Southern Belle Dairy Company, LLC
•	Luvel Dairy Products, Inc.
•	Ice Cream Specialties, Inc.
•	Turner Dairy Holdings, LLC
•	Hiland Dairy Foods Company
•	Roberts Dairy Company
•	Hiland-Roberts Ice Cream Company
•	Muller-Pinehurst Dairy, Inc.
•	Madison Farms Butter Company
•	Coleman Dairy